# Стадіон імені Володимира Бута
Стадіон імені Володимира Бута — стадіон в місті Новоросійськ, Росія. Збудований в 1990 році під назвою «Строитель», в 2004 році був перейменований в честь віце-президента футбольного клубу Чорноморець (Новоросійськ) Володимира Георгійовича Бута, вбитого в 1993 році.

## Основні характеристики стадіону
Рік зведення: 1990.
Реконструкція: 2004.
Місткість: 1500.
Інформаційне табло: 1 звичайне.

### Поле
Розмір ігрового поля: 105×68 м .
Газон: штучний.

### Трибуни
Кількість трибун: 1.
Діючі: 1 («Захід»).
Трибуна «Захід» — 1500 місць.

## Адреса
353900, Росія, Новоросійськ, вул. Анапське шосе, 51.